# Saarina
Saarina – rodzaj wymarłego zwierzęcia o niejasnej pozycji systematycznej, żyjącego w ediakarze i wczesnym kambrze.